# Кантрелл, Пол
Малкольм Пол Кантрелл (28 августа 1895 — 8 июля 1962) — политик-демократ из Теннесси и сенатор штата. Был известен своей политической «машиной» с центром в округе Макминн, штат Теннесси .

## Биография
Кантрелл родился 28 августа 1895 года в небольшом юго-восточном округе , штат Теннесси, сообществе, которое позже стало называться Этова, штат Теннесси, в 1909 году. Потомок ветерана Войны за независимость Томаса Кантрелла, он происходил из многодетной семьи. После работы кондуктором на железной дороге Луисвилля и Нэшвилла руководил компанией Etowah Water, Light, and Power. Вместе со своими братьями и сестрами владел и управлял лесозаготовительной компанией, газовой компанией, автомобильной компанией и банком. Также работал директором Citizen’s National Bank в близлежащих Афинах, штат Теннесси .
Активный член местной Демократической партии, Кантрелл был избран шерифом округа Макминн в 1936 году. Впоследствии был переизбран в 1938 и 1940 годах. Как и его предшественники-республиканцы, Кантрелл построил местную политическую машину. Был избран в Сенат Теннесси от округа Макминн в 1942 году и переизбран в 1944 году. Также работал окружным судьей с 1942 по 1946 год. Сильная и влиятельная фигура, он был делегатом Национального съезда Демократической партии в 1944 году.
Его политическая власть была сломлена в 1946 году в ходе «Битвы за Афины», восстания, которое возглавили ветераны войны. После битвы он остался в округе Макминн и работал в компании природного газа Теннесси. Кантрелл умер 8 июля 1962 года в возрасте 66 лет в больнице в Афинах, штат Теннесси .